# Honiara International Airport
Honiara International Airport (IATA: HIR, ICAO: AGGH), tidligere kendt som Henderson Field, er en lufthavn som ligger på Guadalcanal i Salomonøerne. Det er Salomonøernes eneste internationale lufthavn og ligger 8 km fra hovedstaden Honiara. 
Kontrol med flyvepladsen var målet med Slaget om Henderson Field under slaget om Guadalcanal under 2. Verdenskrig.
Henderson Field blev opkaldt efter den amerikanske major i marinekorpset Lofton Henderson, som havde kommandoen over VMSB-241 som blev dræbt i kamp under slaget om Midway mens han anførte sin eskadrille i kamp mod den japanske hangarskibsstyrke. Herved blev han den første marineflyver som omkom under slaget. 

## Flyselskaber og destinationer
| Flyselskaber                         | Destinationer |
| ------------------------------------ | --- |
| Air Niugini                          | Nadi, Port Moresby |
| Air Pacific                          | Nadi, Port Vila |
| Air Vanuatu                          | Port Vila |
| HeavyLift Cargo Airlines             | Brisbane, Cairns |
| Our Airline                          | Brisbane, Nauru |
| Solomon Airlines                     | Arona, Atoifi, Auki, Bellona, Brisbane, Espiritu Santo, Fera, Gatokae, Gizo, Kirakira, Kagau, Marau Island, Munda, Sege, Suavanao |
| Virgin Blue opereret af Pacific Blue | Brisbane |